# Symbrenthia intricata
Symbrenthia intricata is een vlinder uit de familie Nymphalidae. De wetenschappelijke naam van de soort is voor het eerst geldig gepubliceerd in 1897 door Hans Fruhstorfer.